# Almoina

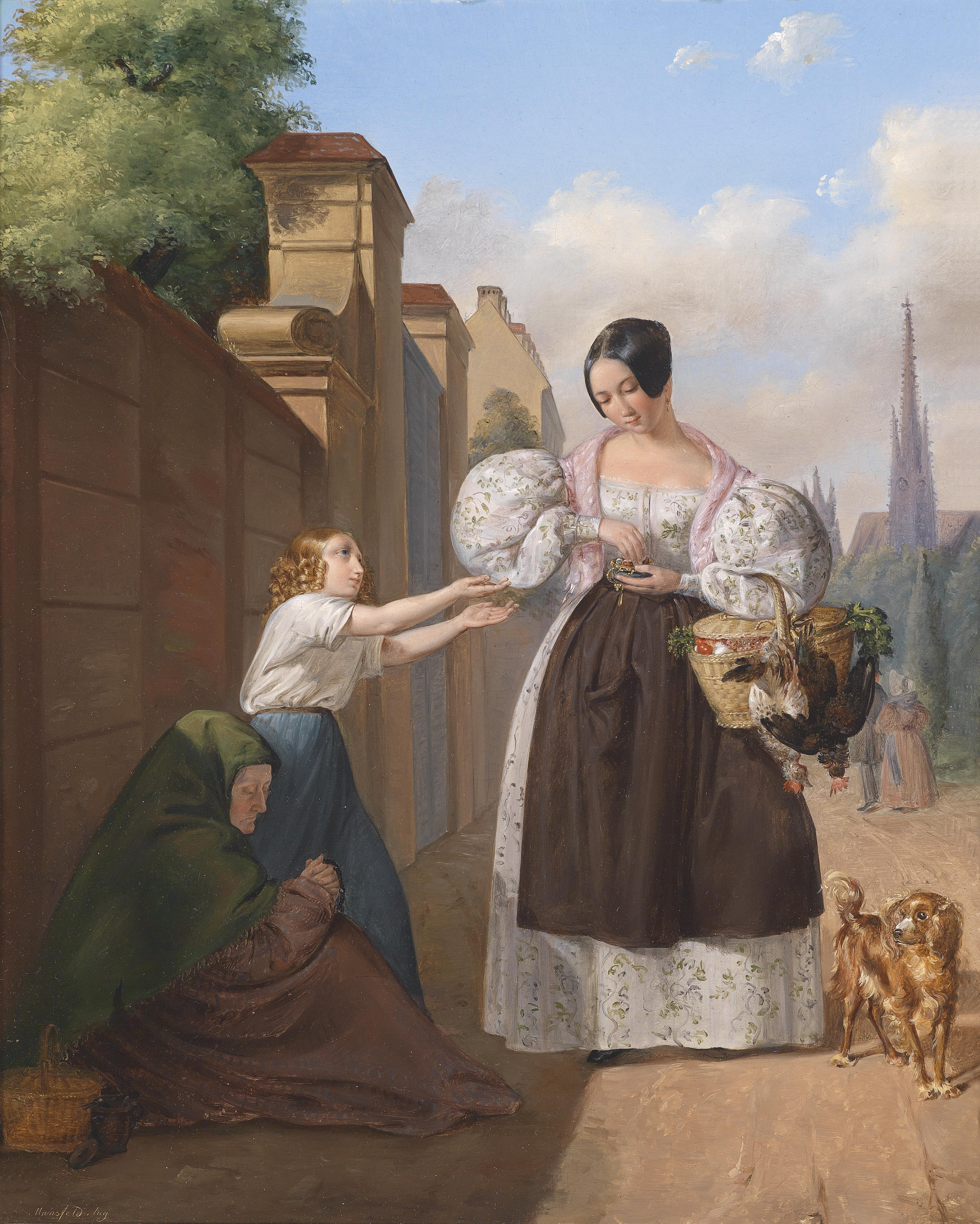
Dona donant unes monedes d'almoina a dones al carrer

L'almoina, captiri, acapte o llimòsina és aquell ajut o beneficència que es dona sense esperar res a canvi, com poden ser diners, menjar o roba, especialment als pobres i tradicionalment per motius religiosos i morals. Religions com el budisme, l'hinduisme, el judaisme, el cristianisme i l'islam en fan una pràctica recomanable i sovint de preceptiu compliment.
El terme almoina pot connotar, per una banda, pobresa o desvaliment manifest d'aquell qui la rep, com poden ser pidolaires, captaires i indigents, i per altra banda pot connotar dominació, poder, paternalisme, riquesa o una mostra pública d'afinitat religiosa o moral d'aquell qui l'ofereix.

## Política
El concepte d'almoina pot estar relacionat, segons la ideologia i valors de cada persona i societat, amb altres conceptes tals com donatiu (connota especialment un fi benèfic o cultural) o donació (transmissió gratuïta acordada entre el donant i el donatari).
Una almoina fa sentir millor a la persona rica, que dona un dia una petita cosa que no necessita, li sobra o li fa nosa, a una altra a qui té moltes mancances de moltes coses (tot i que pot donar un abric a algú que ja en té un que li agrada més, o un pollastre a un vegetarià, per exemple). També por fer-ho per imperatiu religiós o perquè es cregui que aporta una millor imatge social, per alimentar l'ego personal, per sentir-se "bona persona" o per desculpabilitzar-se d'injustícies socials o que li resulti més econòmic que, per exemple, un altre tipus d'economia: estat del benestar, horitzontalitat, impostos progressius, o impostos, simplement, per exemple.
Una almoina és el que popularment es coneix com "donar un peix però sense ensenyar a pescar". L'extrema dreta política (nacionalcatolicisme, etc.) advoca per la no-intervenció política de l'Estat ni dels pobles ni ciutadania. Considera que cada persona és única responsable de la seva riquesa econòmica i poder social. Alguns prefereixen que persones físiques i empreses no paguin impostos, ja que són "bones" persones i en tot cas poden subvencionar o exponsoritzar algun artista o escola o activitat d'una persona, per exemple, o aportar un donatiu o almoina. Altres, dintre de la mateixa branca ideològica, consideren que són almoines els subsidis públics d'atur, jubilació, malaltia, dependència i altres prestacions econòmiques guanyades a base d'impostos solidaris entre totala ciutadania al llarg de la seva vida. El mateix passa amb la resta del que conforma l'estat del benestar (escoles, metges, etc), que prefereixen privatitzar (i donar una plaça escolar gratis com a almoina, per exemple), subvencions (ajuda econòmica per a activitats o institucions), pensions (ajuda periòdica com a contrapartida a una determinada circumstància), beques (amb finalitats educatives), etc.

## Religió

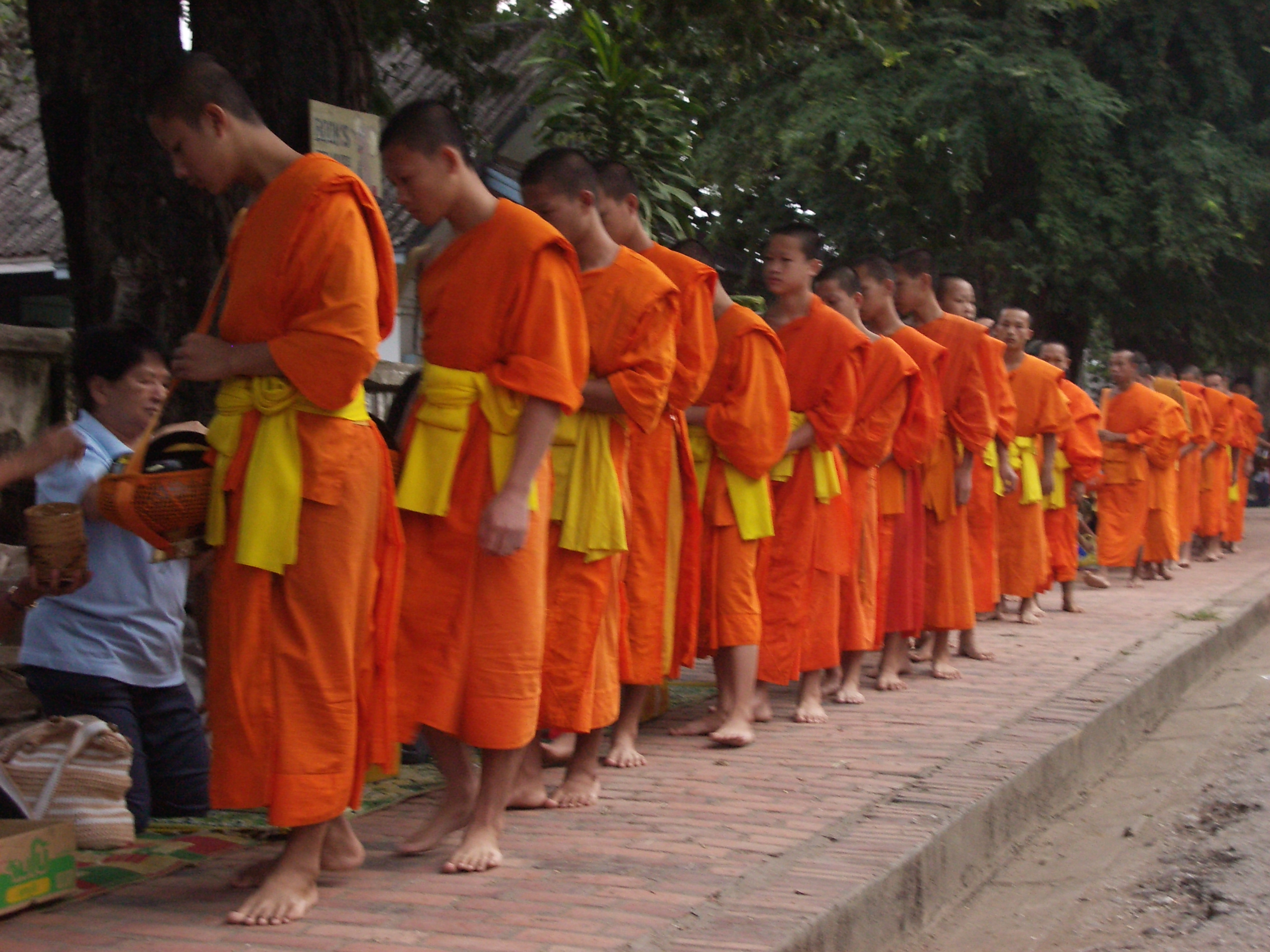
Almoina matinal dels monjos a Luang Prabang.

### Budisme
En el budisme, l'almoina, i més globalment la generositat o caritat rep el nom de dāna (en sànscrit: दान). La seva pràctica culmina en una de les pāramitā (perfeccions). Els monjos budistes fan de l'almoina una de les seves formes de subsistència; periòdicament recorren viles i carrers per recollir menjar en processos que reben el nom de pindacara en el cas dels budistes Theravada o takuhatsu (托鉢) en el cas dels budistes japonesos.

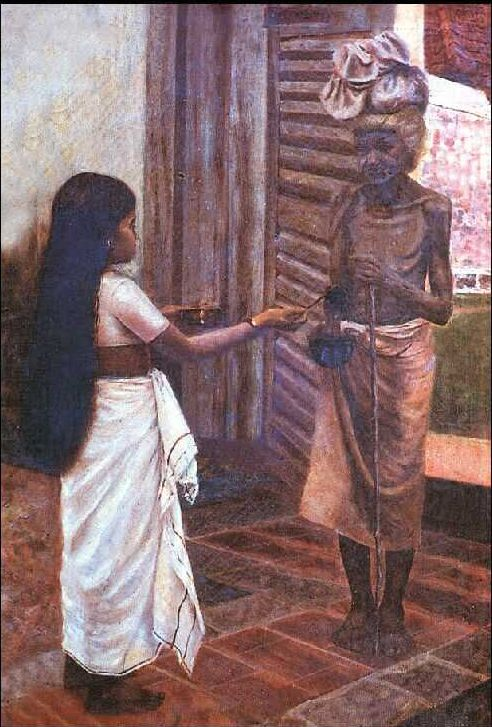
Noia donant almoina a una anciana, oli sobre tela de Raja Ravi Varma.

### Hinduisme
També als textos hindús (purana) s'hi recullen narracions exemplificants de l'almoina. Una almoina especial és la bhiksha, o menjar donat a monjos, sadhus, swamis i bramans, a canvi de la qual pot rebre's un servei religiós anomenat karmkand.

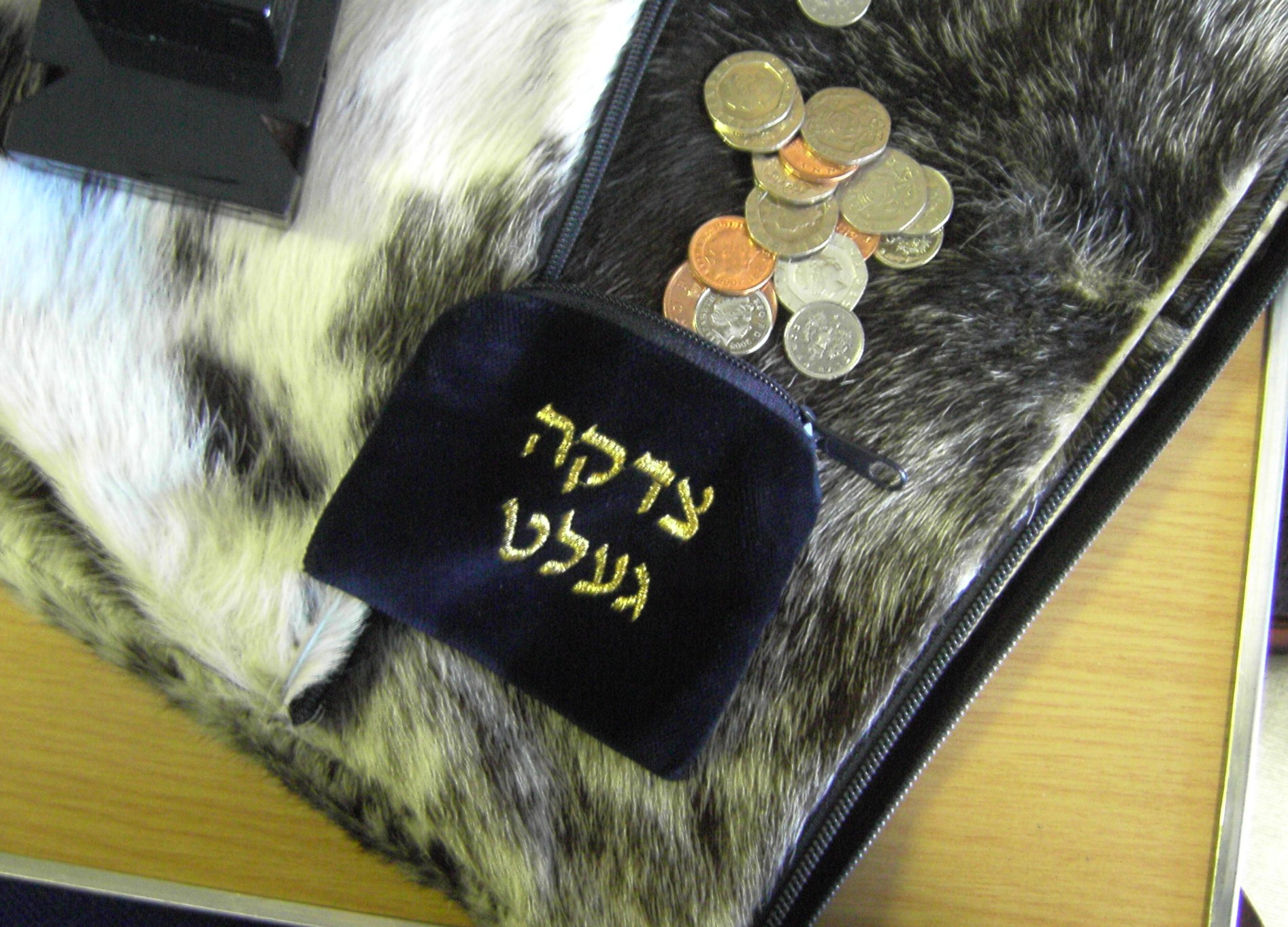
Moneder per al tzedakah.

### Judaisme
A la tradició jueva, l'almoina i la caritat reben el nom de tzedakah, i no és pas simple benevolència sinó justícia la que la justifica. Ajudar els pobres i necessitats és un deure i una obligació. Tradicionalment la tzedakah consisteix en el 10% dels ingressos. El Talmud descriu diferents nivells de tzedakah, uns més meritoris que els altres, des de donar de mala gana o donar només si demanen, fins a donar sense saber a qui i fer-lo sortir de la dependència de l'almoina. Es permet investigar la legitimitat de la caritat per evitar donar a qui realment no necessita. També hi ha l'obligació de no esdevenir necessitat de rebre tzedakah; però si es rep, refusar-la es considera una transgressió.

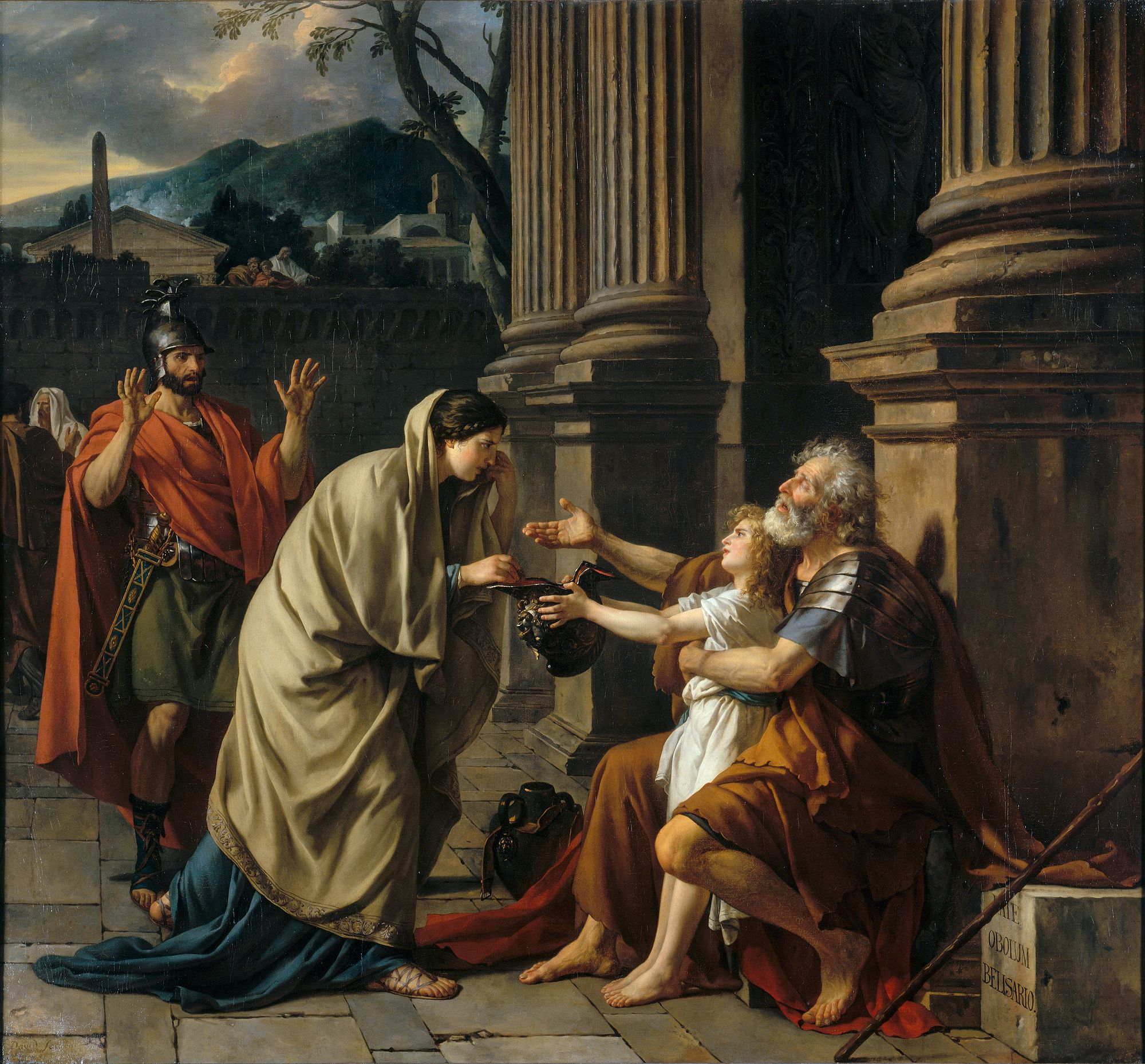
Belisari demanant almoina, oli sobre tela de Jacques-Louis David, 1781.

### Cristianisme
L'almoina apareix a l'antic testament com un acte que esborra pecats (Sir 3,30: Com l'aigua apaga un foc abrandat, l'almoina esborra els pecats.), que fa feliç (Sir 12,3: No serà mai feliç el qui s'obstina en el mal i el qui es nega a fer almoina.), que preserva de tot mal (Sir 29,12: Considera l'almoina que has fet com si encara la tinguessis al graner, i ella et preservarà de tot mal) i que allibera de la mort (Tob 4,10: Perquè l'almoina allibera de la mort, et preserva d'entrar prematurament en les tenebres mortals.)
També el nou testament exhorta a practicar l'almoina (Lc 12,33: Veneu els vostres béns i doneu els diners com a almoina.), tot i que en secret (Mt 6,2-4: Per tant, quan facis almoina, no ho anunciïs a toc de trompeta, com fan els hipòcrites a les sinagogues i pels carrers, perquè tothom els alabi (...) perquè el teu gest quedi amagat, i el teu Pare, que veu el que és amagat, t'ho recompensarà.), ja que es tracta d'obrar desinteressadament.
Pensadors posteriors als evangelis van matisar diverses qüestions relatives a l'almoina. Per exemple, Agustí d'Hipona va criticar l'almoina feta amb allò adquirit il·lícitament, o amb préstecs o usura, o que perjudica a qui la dona o a un altre. Sant Joan Crisòstom, Jeroni d'Estridó, Gregori I, Sant Cebrià de Cartago i molts d'altres elogien i promouen amb insistència la pràctica de l'almoina, i reiteren que beneficia als necessitats i, per tant, a Déu i, per tant, a un mateix.
Qüestions semblants va tractar segles després Sant Tomàs d'Aquino. Per exemple, al capítol 32 de la seva Summa Teològica hi planteja deu preguntes relatives a l'almoina, les argumenta de forma crítica i autorespon a les objeccions. Sant Tomàs hi tracta qüestions com si l'almoina és o no caritat, els tipus d'almoina (corporal i espiritual), si és preceptiu o no donar almoina, si es pot fer almoina amb allò adquirit il·lícitament, si cal donar en abundància, si cal prioritzar l'almoina en les persones més properes, etc.
En temps més contemporanis, l'almoina continua veient-se com un acte de compassió, misericòrdia i caritat. En paraules de Joan Pau II, un acte bó, com expressió d'amor al proïsme i com acte salvífic; no és tan important la quantitat pecuniària, ni tan sols que es donin diners, sino la predisposició a compartir amb aquell qui no té, així com a compartir el patiment d'aquell qui el té. L'almoina continua sent avui dia, juntament amb el dejuni i l'oració, un dels pilars de la quaresma.

### Islam
El sistema econòmic islàmic integra l'ajut als necessitats en un impost o almoina (sadaqa) anomenat zakat, tot i que es considera més un dret inalienable dels pobres sobre els qui tenen més que ells, i no pas una mera taxa o un simple acte de caritat o de bondat. D'aquesta manera no se'ls obliga a demanar. El zakat és un dels cins pilars de l'islam. Molts passatges de l'Alcorà en fan referència al zakat, no tant com a pagament de diners sino com de menjar i altres necessitats. El pagament del zakat es considera obligatori com a mínim un cop a l'any i al final del Ramadà.